# رالف داريندورف
رالف غوستاف داريندورف (بالألمانية: Ralf Dahrendorf)‏، ( 1 مايو 1929 - 17 يونيو 2009) هو عالم اجتماع ألماني بريطاني، فيلسوف، عالم سياسي، وليبرالي. داريندورف، وهو من منظّري الصراع الطبقي، كان خبيرًا بارزًا في شرح وتحليل الانقسامات الطبقية في المجتمع المعاصر. كتب داريندورف مقالات وكتب عديدة، وأبرزها: «الصراع الطبقي في المجتمع الصناعي 1959» و«المقالات في نظرية المجتمع 1968».
خلال حياته السياسية المهنيّة، كان عضواً في البرلمان الألماني، ووزير الدولة البرلماني في وزارة الخارجية الألمانية، والمفوض الأوروبي للتجارة، والمفوض الأوروبي للبحوث والعلوم والتعليم، وعضو مجلس اللوردات البريطاني، وعُرف لاحقًا في المملكة المتحدة باسم اللورد داريندورف.
شغل منصب مدير كلية لندن للاقتصاد ومراقباً في كلية سانت أنتوني في جامعة أكسفورد. شغل أيضًا منصب أستاذ علم الاجتماع في عدد من الجامعات في ألمانيا والمملكة المتحدة، وكان أستاذًا باحثًا في مركز الأبحاث للعلوم الاجتماعية في برلين.

## السيرة الذّاتية

### نشأته
وُلد داريندورف في هامبورغ، ألمانيا في عام 1929، لوالديه لينا وجوستاف داريندورف وشقيقه فرانك داريندورف.
اشتُهر داريندورف بدعمه القوي للأنشطة المعادية للنازية. عندما كان طفلاً، كان رالف عضوًا في Deutsches Jungvolk»» وهو أصغر فرع من منظمة «شباب هتلر». اعتُقل رالف عندما كان في سن المراهقة مع والده (عضو الحزب الديمقراطي الاشتراكي في البرلمان الألماني)، وأرسِلُوا إلى معسكرات الاعتقال بسبب أنشطتهما المعادية للنازية خلال الحُكم النازي. بعد ذلك، في عام    1944انتقلت عائلته إلى برلين، وقُبض عليه مرة أخرى خلال السنة الأخيرة من الحرب العالمية الثانية، لمشاركته في أنشطة معادية للنازية وأرسِل إلى معسكر اعتقال في بولندا. أُطلِق سراحه في عام 1945.

### الزواج والأطفال
تزوج داريندورف ثلاث مرات. تزوج من زوجته الأولى، فيرا، في عام 1954. كانت طالبة في كلية لندن للاقتصاد، ولديهما ثلاث بنات: نيكولا وألكسندرا ودافني داريندورف. عملت نيكولا داهندورف في الأمم المتحدة كمستشارة للنزاع الإقليمي في غرب إفريقيا لدى حكومة المملكة المتحدة.
من عام 1980 إلى عام 2004، كان متزوجًا من المؤرخة والمُترجمة إلين داريندورف (ني إيلين جوان كروغ)، ابنة البروفيسور جيمس كروغ. في عام1993، أصبحت زوجته تُعرف باسم السيدة داريندورف، عملت إلين داهندروف -وهي يهودية- في مجلس إدارة المعهد اليهودي لأبحاث السياسات، وكانت رئيسة الفرع البريطاني لصندوق إسرائيل الجديد، ووقّعت على بيان أصوات اليهود المستقلة، الذي ينتقد السياسات الإسرائيلية تجاه الفلسطينيين.
انتهى زواج داريندورف من فيرا وإلين بالطلاق. ثم في عام 2004 تزوج من كريستينا داريندورف، وهي طبيبة من مدينة كولن.

### التعليم والمهنة
درس رالف الفلسفة، وفقه اللغة الكلاسيكية، وعلم الاجتماع في جامعة هامبورغ بين عامي 1947 و1952، بعد حصوله على درجة الدكتوراه في علم الاجتماع من كلية لندن للاقتصاد في عام 1954، عاد إلى ألمانيا إذ تولّى في عام 1958، سلسلة من المناصب في علم الاجتماع، في هذه المرحلة المبكرة من حياته الأكاديمية اهتم داهندروف بالنظرية الماركسية وكتب أطروحته الدكتوراه عن نظرية كارل ماركس للعدالة. ناقش داريندورف مثل «كوزر» ابتداءً من أواخر الخمسينيات، منهج نظرية الصراع في علم الاجتماع. واصل بحثه الأكاديمي عام 1953-1954 في كلية لندن للاقتصاد تحت إشراف كارل بوبر، بصفته باحثًا في جامعة ليفيرهول. حصل على درجة الدكتوراه في علم الاجتماع في عام 1956. وكان أستاذًا في علم الاجتماع في هامبورغ (1957-1960 )، توبنغن (1960-1964 ) وكونستانز (1966-1969 ).
تحدث داريندورف خلال الفترة من عام 1957 إلى عام 1959 عن «هذه القدرة على التنظيم كمبدأ بين المجموعات الجزئية ومجموعات المصالح». تُعرَّف المجموعات الجزئية على أنها «تلك المجموعات التي لها اهتمامات متطابقة كامنة ولكنها لم تختبر شعور الانتماء». من ناحية أخرى، مجموعات المصالح، لها هيكل أو شكل من أشكال التنظيم أو برنامج أو هدف، وفي عام 1960، أصبح أستاذًا زائرًا لعلم الاجتماع في جامعة كولومبيا في نيويورك.
كان داريندورف عضوًا في برلمان بادن- فورتمبيرغ من عام 1968 إلى 1969، وبدأت علاقاته أيضاً مع جامعة هارفارد. قرر داريندورف أن يصبح عضوًا في البوندستاغ في عام 1969 أثناء قيام براندت بتشكيل أول حكومة ائتلافية بين الحزب الاشتراكي الديمقراطي والحزب الديمقراطي الحر. وبعد انضمامه، تم تعيينه أمينًا برلمانيًا لوزير الخارجية لأنه احتل المرتبة الثالثة في سلم القيادة في وزارة الخارجية، لكنه لم يستمتع بهذه التجربة. من 1969 إلى 1970 كان عضواً في البرلمان الألماني للحزب الديمقراطي الحر (الليبراليون الألمان). ومن 1969 إلى 1970 كان وزير الدولة البرلماني في وزارة الخارجية. ثم أصبح في عام 1970 في المفوضية الأوروبية في بروكسل. كرّس نفسه للاتحاد الأوروبي كضامن لحقوق الإنسان والحرية.
في عام 1974، دعته قناة «بي بي سي» لتقديم «محاضرات ريث السنوية». درس رالف تعريف الحرية من خلال هذه السلسلة من المحادثات الستة الإذاعية بعنوان «الحرية الجديدة».
من عام 1974 إلى عام 1984، كان داريندورف مديرًا لمدرسة لندن للاقتصاد، ثم عاد إلى ألمانيا ليصبح أستاذًا للعلوم الاجتماعية بجامعة كونستانز (1984-1986).
من عام 1967 إلى عام 1970، كان رئيسًا للجمعية الاجتماعية الألمانية «Deutsche Gesellschaft für Soziologie»، واستقال من منصبه عندما تولى منصباً في بروكسل. وترأس بين عامي 1976 و1979 اللجنة الفرعية التعليمية في بنسون.
في عام 1986، أصبح رالف داريندورف حاكمًا لمدرسة لندن للاقتصاد. من عام 1987 إلى عام 1997، كان مدير كلية سانت أنتوني في جامعة أكسفورد، خلفاً للمؤرخ السير ريمون كار.
في عام 1982، أصبح داريندورف قائدًا فارسًا من وسام الإمبراطورية البريطانية. في عام 1988، حصل على الجنسية البريطانية. وأصبح معروفًا باسم السير رالف داريندوف (حيث لا يحق له استخدام هذا اللقب إلا ممن هم أشخاص بريطانيون). في عام 1993، حصل على اسم البارون داريندورف من كلير ماركت في مدينة ويستمنستر. يقع كلير ماركت بالقرب من مدرسة لندن للاقتصاد، ويستخدم أيضًا لموظفي مواقف السيارات. اختار داريندورف هذا الاسم لتكريم المدرسة بهذه الطريقة، وكذلك كدليل على فكاهته الليبرالية. وبين عامي 2000 و2006، شغل داريندورف منصب رئيس لجنة التحكيم لجائزة FIRST للرأسمالية المسؤولة. حصل في عام 2009على جائزة الإنجاز الأولى مدى الحياة للرأسمالية المسؤولة. أصر داريندورف على أن جميع الحقوق المدنية الأساسية، بما في ذلك المساواة وحرية التعبير، يجب أن تُمنح الشرعية الدستورية. في 11 يوليو من عام 2007، حصل على جائزة أمير أستورياس للدراسات الاجتماعية. حصل داريندورف أيضًا على جنسية مزدوجة في المملكة المتحدة وألمانيا. بعد تقاعده، عاش قسمًا من حياته في ألمانيا والقسم الآخر في المملكة المتحدة، في منزل واحد في لندن وواحد في بوندورف في جنوب غرب ألمانيا. عندما سُئل عن المدينة التي اعتبرها موطنه، قال ذات مرة: «أنا من لندن».  كما قال ذات مرة أن حياته تميزت بصراع ما بين الالتزام الذي شعر به لبلده الأم ألمانيا والجاذبية التي شعر بها لبريطانيا.

## وفاته
توفي داريندورف في مدينة كولن، ألمانيا، عن عمر ناهز الثمانين عامًا، في 17 يونيو من عام 2009، بعد إصابته بالسرطان.
عاش بفضل زوجته الثالثة، وبناته الثلاث، وحفيده.

## روابط خارجية
- رالف داريندورف على موقع مونزينجر (الألمانية)